# Provincia de Santa Cruz de Tenerife
Santa Cruz de Tenerife es una provincia española que abarca la parte occidental de la comunidad autónoma de Canarias. A ella se adscriben las islas de El Hierro, La Gomera, La Palma y Tenerife, así como por una serie de roques adyacentes (como los de Salmor, Fasnia, Bonanza, Garachico y Anaga). Es la provincia española más occidental y meridional, la tercera más montañosa por desnivel del terreno, y la primera en altitud máxima, por encontrarse en ella la máxima altitud del país, el pico del Teide (3718 m s. n. m.). 
En 2022 la provincia contaba con 1 061 790 habitantes. Es la segunda provincia canaria en población, aunque la primera en densidad del archipiélago y la de mayor crecimiento porcentual de Canarias. La capital de la provincia es la ciudad homónima de Santa Cruz de Tenerife, situada en la isla de Tenerife, la isla más poblada de España. También, es la capital autonómica junto a Las Palmas de Gran Canaria.

## Historia
La provincia surgió en 1833 con la división de España en 49 provincias, en la que Canarias constaba de una única provincia con capital en Santa Cruz de Tenerife.
No obstante, en 1927 la mitad oriental se separó para formar la provincia de Las Palmas y la provincia de Canarias se la denominó Provincia de Santa Cruz de Tenerife, pues dejó de englobar a todo el archipiélago. A partir de ese año, fue emitido un decreto por el cual la ciudad de Santa Cruz de Tenerife debía compartir la capitalidad del archipiélago con Las Palmas de Gran Canaria, que es como permanece en la actualidad.

## Toponimia
A los naturales de la isla de Tenerife se les denomina tinerfeños o chicharreros, aunque esta última no es del todo correcta, ya que realmente los chicharreros son solamente los naturales de la ciudad de Santa Cruz de Tenerife; a los de La Palma, palmeros; a los de El Hierro, herreños y a los de La Gomera, gomeros.
Las islas que integran la provincia de Santa Cruz de Tenerife suelen ser comúnmente denominadas «islas occidentales», para diferenciarlas de las islas de la provincia de Las Palmas, denominadas «islas orientales» por su situación geográfica al este de esta provincia. En ocasiones, también se ha utilizado para la provincia de Santa Cruz de Tenerife la denominación de «islas nivarienses», aunque esta denominación surge por influencia de la diócesis católica de esta provincia, llamada diócesis Nivariense. En este sentido, la provincia de Las Palmas por su parte se denomina como «islas canarienses», también por el nombre de su diócesis.[cita requerida]
Ocasionalmente y de forma extraoficial, esta provincia es conocida con la denominación de Tenerife, que en realidad es su isla más poblada y extensa.

## Administración y política
A diferencia de la mayoría de las provincias de España, la provincia de Santa Cruz de Tenerife (al igual que la de Las Palmas) carece de un órgano administrativo común para toda la provincia. Las competencias que normalmente ostentan las Diputaciones Provinciales se las reparten entre el Gobierno de Canarias y los Cabildos Insulares. El Boletín Oficial de la Provincia de Santa Cruz de Tenerife es editado por el Gobierno de Canarias.

## Geografía
La Provincia de Santa Cruz de Tenerife está formada por cuatro islas, Tenerife, La Palma, La Gomera y El Hierro, y una serie de roques e islotes adyacentes a ellas y deshabitados (Salmor, Fasnia, Bonanza, Garachico, Anaga, etc.)

### Las Islas Canarias

#### Tenerife

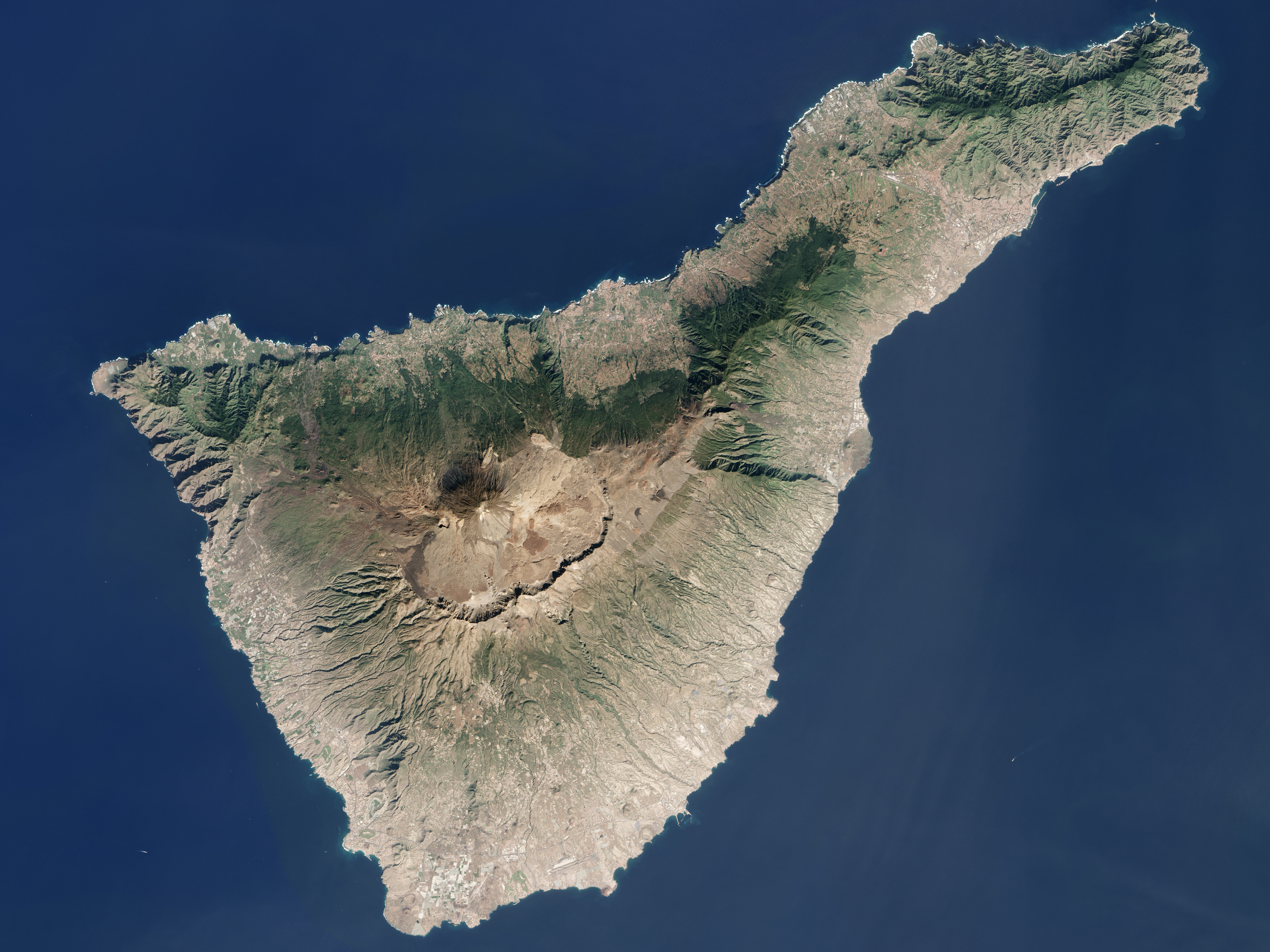
La isla de Tenerife. En su centro se alza el pico del Teide

Tenerife es la isla más extensa de Canarias, con una superficie de 2034,38 km². Además, es la más poblada del archipiélago, con 944 107 habitantes (2023) y una densidad de población de 445 hab./km², y la isla más poblada de España. Los municipios más poblados de la isla son Santa Cruz de Tenerife (208 563 habitantes), San Cristóbal de La Laguna (152 222 habitantes) y Arona (79 377 habitantes). La ciudad de Santa Cruz de Tenerife (208 563 habitantes) es sede del Parlamento de Canarias, de la Capitanía General de Canarias y del Cabildo de Tenerife. Es además la ciudad más poblada del municipio y de la provincia y capital insular, provincial y de la comunidad autónoma de Canarias conjuntamente con Las Palmas de Gran Canaria. La ciudad de La Laguna (32 078 habitantes) es la segunda más poblada de la isla y tercera del archipiélago, está declarada Patrimonio de la Humanidad por la Unesco, y en ella tiene sede la Universidad de La Laguna. Por su parte, también en esta ciudad se encuentra la sede del Consejo Consultivo de Canarias, que es el supremo órgano consultivo de la comunidad autónoma de Canarias. Destacan también, por su importancia turística, otros cuatro municipios: La Orotava, Puerto de la Cruz en el norte, y Arona y Adeje en el sur. Hay que citar además la Villa Mariana de Candelaria, donde se encuentra la imagen de Virgen de Candelaria, Patrona del Archipiélago Canario. La patrona de la diócesis Nivariense (que engloba la provincia de Santa Cruz de Tenerife) es la Virgen de los Remedios, que se venera en La Laguna. Tenerife es conocida, en virtud de su clima, como «la isla de la eterna primavera», y cuenta con diversas playas de arena fina oscura volcánica y diversos parques naturales. Entre otros espacios naturales protegidos, alberga el parque nacional del Teide, también declarado Patrimonio de la Humanidad por la Unesco: es uno de los parques nacionales más visitados del mundo y en él se encuentra el pico del Teide, que con sus 3718 m s. n. m. representa el techo de España y el tercer volcán más grande del mundo desde su base. Además destacan también en la isla otros espacios naturales de gran valor ecológico, como el parque natural de la Corona Forestal, es cuál es el mayor espacio natural protegido de las Islas Canarias, y los parques rurales de Anaga (en el este) y de Teno (en el oeste de la isla). El Macizo de Anaga es el lugar que cuenta con mayor cantidad de endemismos de Europa y que es Reserva de la Biosfera por la UNESCO desde 2015. Geológicamente es importante también destacar la Cueva del Viento, la cual es el tubo volcánico más grande de la Unión Europea y uno de los más grandes del mundo, de hecho es el quinto. La isla es conocida internacionalmente por su carnaval considerado el segundo más importante del mundo.

#### La Palma

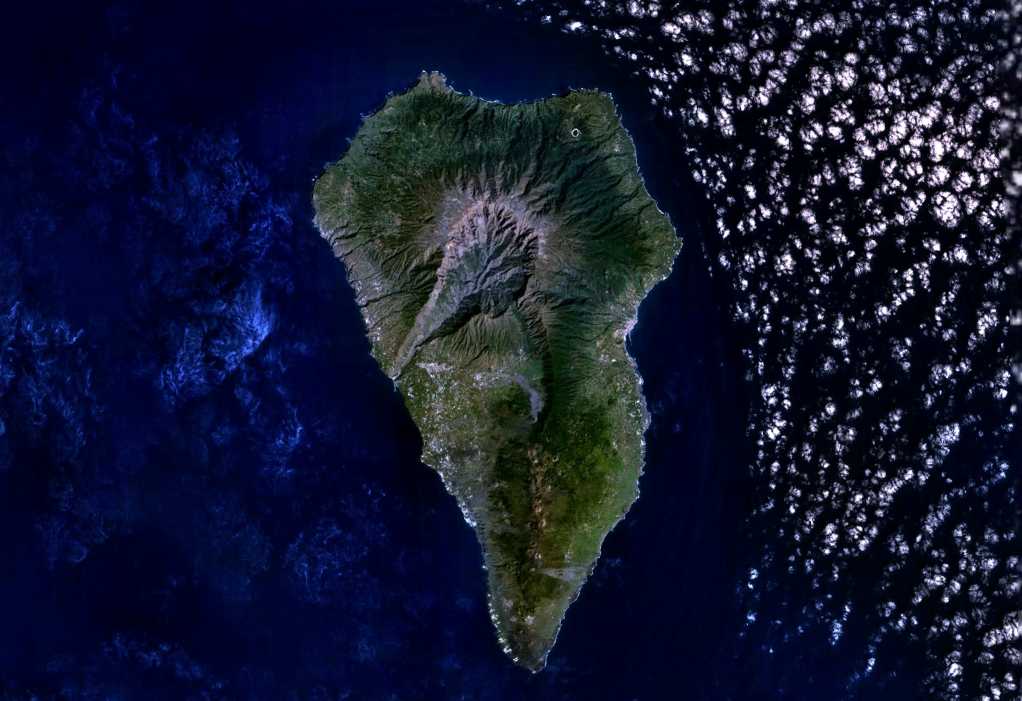
Vista satelital de La Palma. En su centro puede apreciarse el cráter de la Caldera de Taburiente

La Palma, con 83 875 habitantes (2023), sus 708,32 km² son en su totalidad Reserva de la Biosfera. Ha tenido actividad volcánica reciente, apreciable en el volcán Teneguía, que entró en erupción por última vez en 1971, así como la Erupción volcánica de La Palma de 2021 en Cumbre Vieja. Además, es la segunda isla más alta de Canarias, con el Roque de los Muchachos (2426 metros) como punto más elevado. Este pico se halla en los límites del parque nacional de la Caldera de Taburiente, y en sus inmediaciones está emplazado el Observatorio del Roque de los Muchachos del Instituto de Astrofísica de Canarias: en él se encuentra el Gran Telescopio Canarias, que con su espejo principal de 10,40 m de diámetro se cuenta entre los telescopios ópticos más grandes del planeta. Por su exuberante vegetación, La Palma es conocida también como la «isla bonita». Su capital es Santa Cruz de La Palma (13 842 en la capital, 17 084 habitantes en el municipio), ciudad donde tiene su sede el Diputado del Común del Parlamento de Canarias (cargo equivalente al Defensor del Pueblo, pero a nivel autonómico), y el municipio más poblado es Los Llanos de Aridane (20 766 habitantes).

#### La Gomera

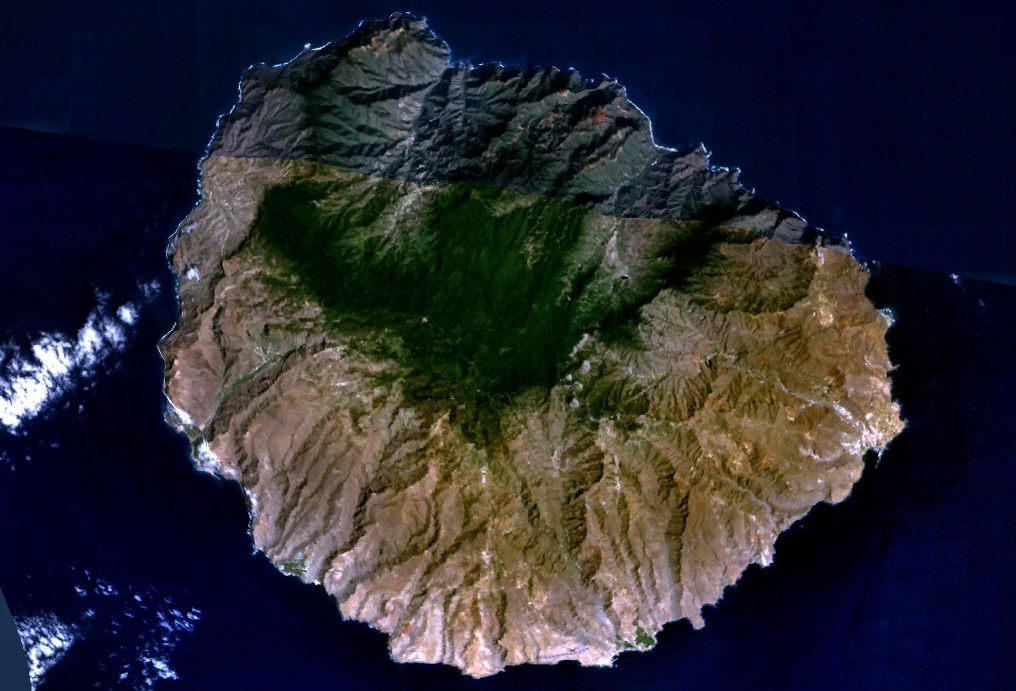
La Gomera. La masa forestal del centro corresponde al parque nacional de Garajonay

La Gomera tiene una superficie de 369,76 km² y es la segunda isla menos poblada de las siete mayores, con 22 162 habitantes (2023). Geológicamente es una de las más antiguas del archipiélago. La capital insular es San Sebastián de La Gomera (8965 habitantes). En La Gomera se encuentra el parque nacional de Garajonay, declarado por la Unesco en 1986 Patrimonio de la Humanidad, que representa un buen ejemplo de bosque de laurisilva. Por su parte el Silbo gomero (lenguaje silbado practicado por algunos habitantes de la isla), también es Patrimonio de la Humanidad desde 2009. La isla fue el último territorio que tocó Cristóbal Colón antes de llegar a América en su viaje de descubrimiento de 1492: por ello es también conocida como la «isla colombina».

#### El Hierro

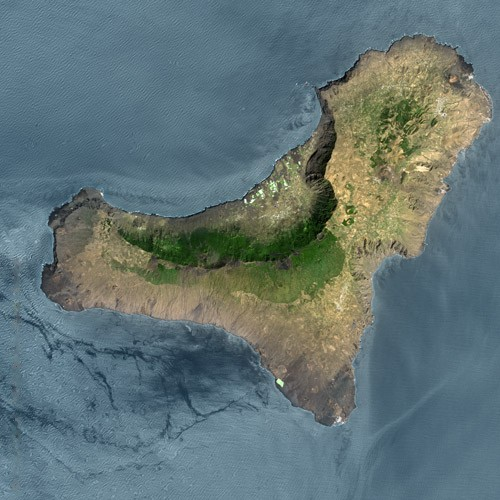
El Hierro, en un día sin nubes, con el valle de El Golfo, al noroeste

El Hierro es la isla más occidental del archipiélago, y entre las islas principales, es la más pequeña, con 268,71 km², y la menos poblada, con 11 646 habitantes (2023). Su capital es Valverde (4995 habitantes). Toda la isla fue declarada Reserva de la Biosfera en 2000. Es conocida por sus ejemplares de sabina inclinados por el viento; por el antiguo Garoé o Árbol Santo; por sus lagartos gigantes, y porque en el pasado el meridiano 0º tomaba como referencia la Punta de Orchilla, situada en el oeste de la isla. Desde el siglo XVIII, se viajaba a esta isla para tomar las aguas curativas del Pozo de Sabinosa, o Pozo de la Salud. Aquí nació la cantadora y tamborilera Valentina la de Sabinosa, figura del folclore canario. La isla también destaca por sus fondos marinos y sus centros de buceo. Entre octubre de 2011 y marzo de 2012 tuvo lugar una erupción submarina, ya concluida. El cono volcánico submarino se encuentra a 88 metros de profundidad, cerca de la localidad de La Restinga, en el Mar de las Calmas. La erupción de El Hierro de 2011 fue noticia en todos los medios de comunicación.

### Naturaleza

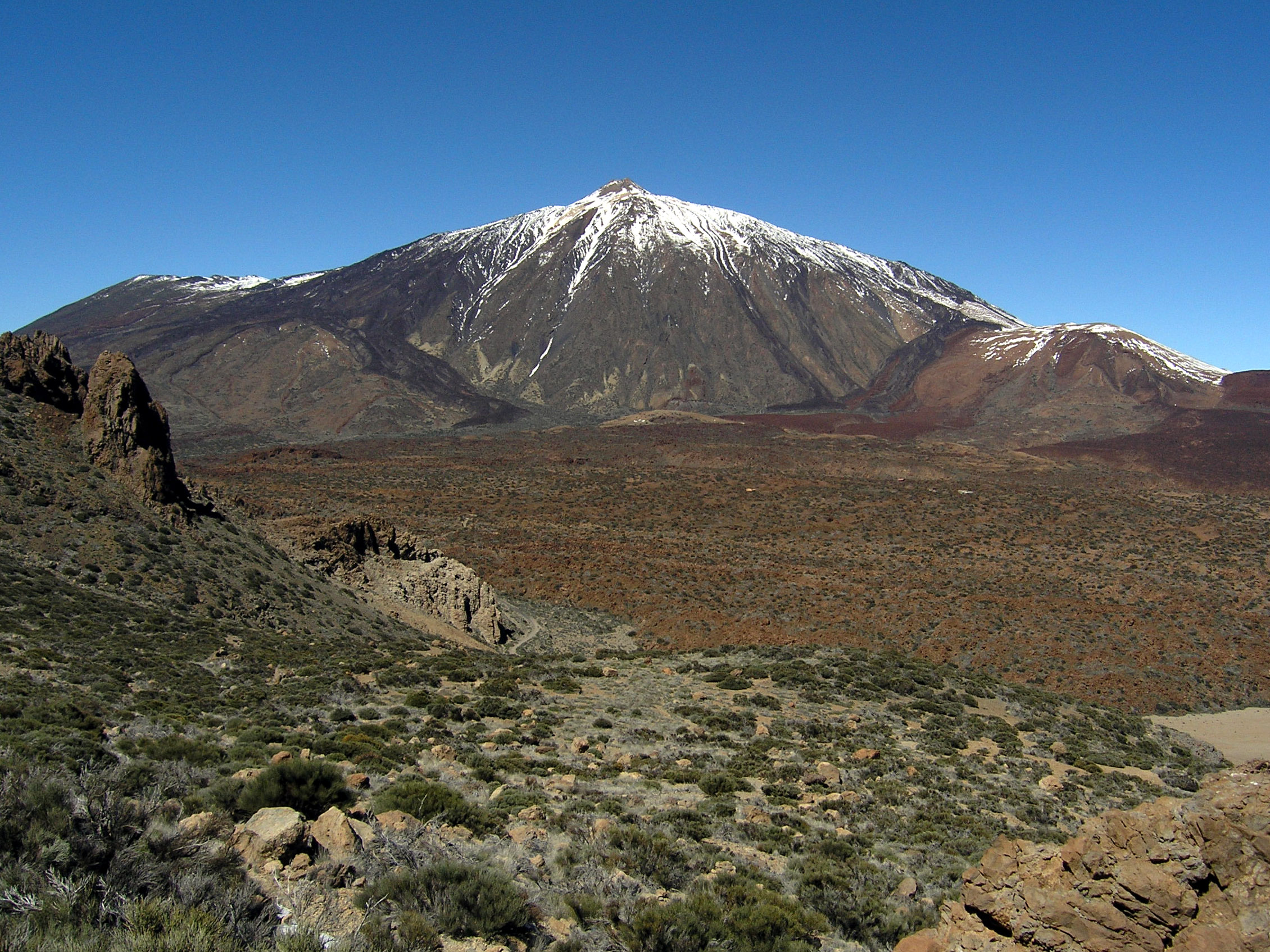
El Teide (Tenerife)

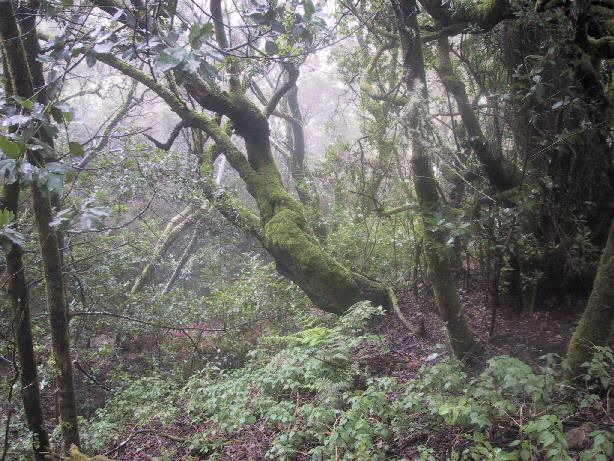
Bosque de laurisilva en La Gomera

La provincia de Santa Cruz de Tenerife cuenta con 3 parques nacionales, siendo la provincia española que más parques nacionales tiene: (Las Cañadas del Teide, La Caldera de Taburiente y Garajonay). Cuatro lugares en Canarias han sido declarados Patrimonio de la Humanidad por la UNESCO, y de ellos, tres se encuentran en esta provincia, estos son: parque nacional de Garajonay en 1986 y el parque nacional del Teide en 2007. También la ciudad de San Cristóbal de La Laguna fue declarada por la Unesco en 1999, Patrimonio de la Humanidad. Además son declaradas en su totalidad Reservas de la Biosfera las islas de La Palma en el año 1983, aunque posteriormente en 1997 y 2002 se le han añadido terrenos a la reserva hasta alcanzar la totalidad de la isla, El Hierro en el año 2000 y La Gomera en 2012. Además, desde 2015 el Macizo de Anaga en Tenerife también tiene la consideración de Reserva de la Biosfera.

## Demografía

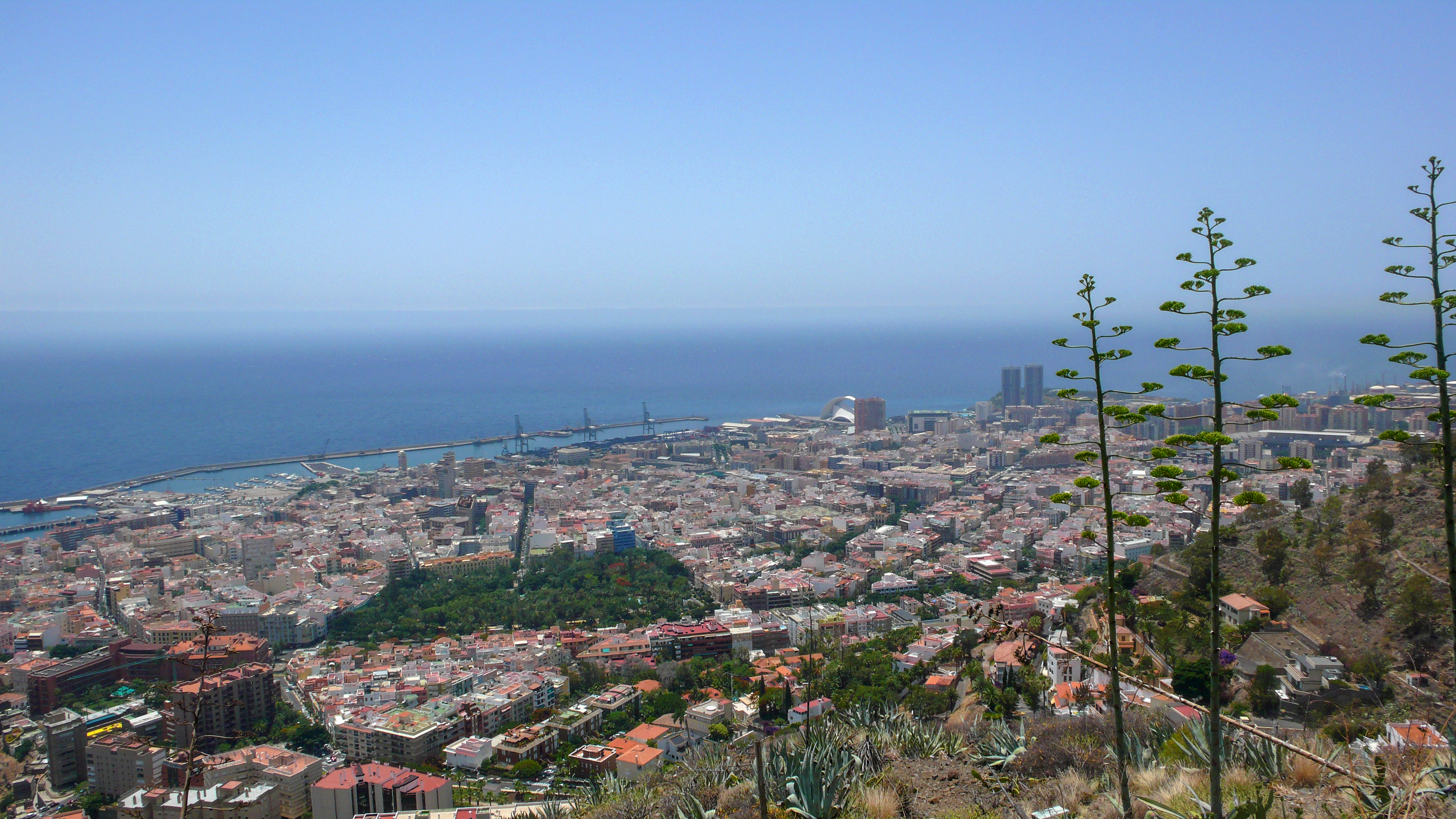
Santa Cruz de Tenerife

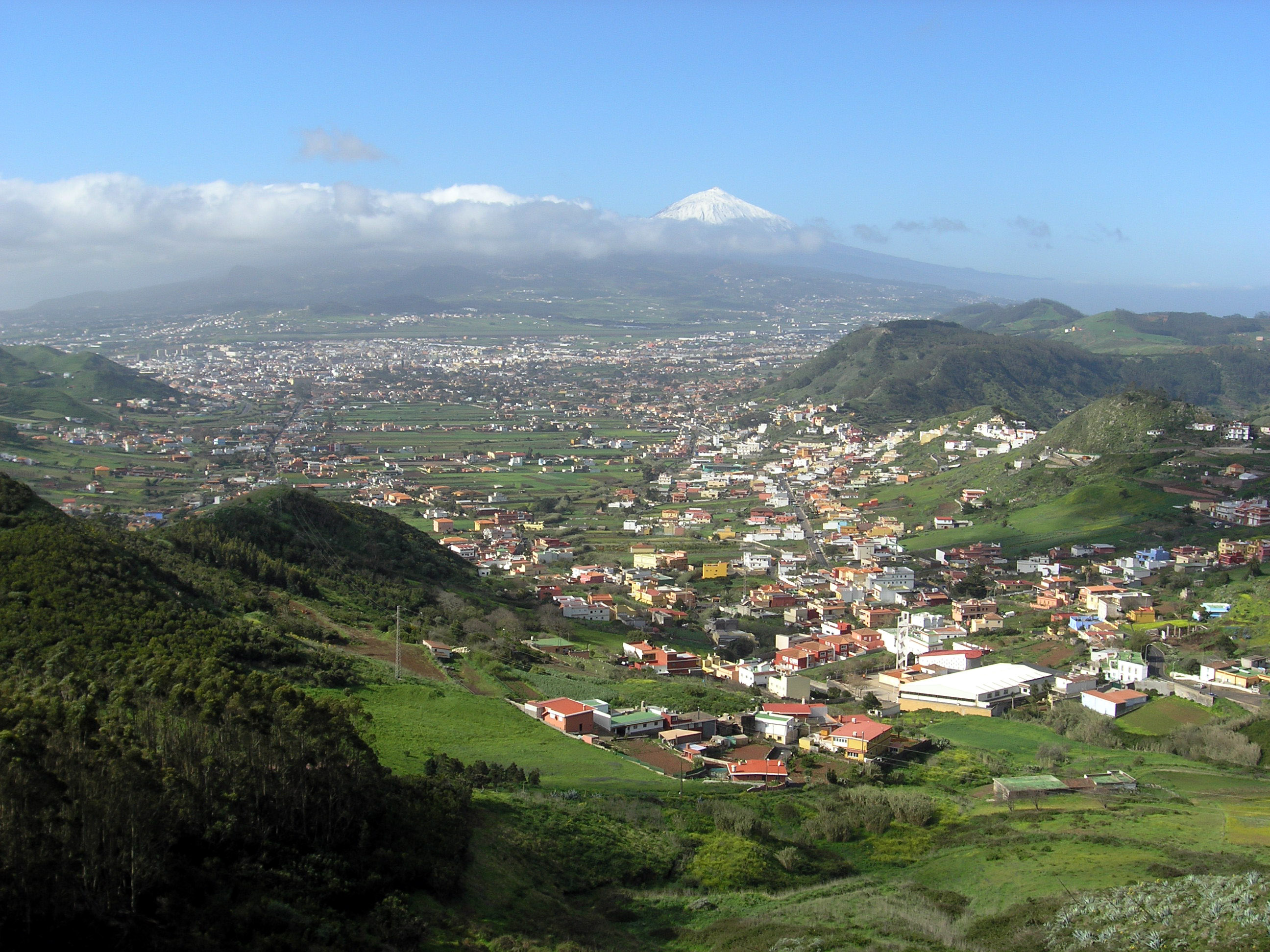
San Cristóbal de La Laguna desde el Macizo de Anaga

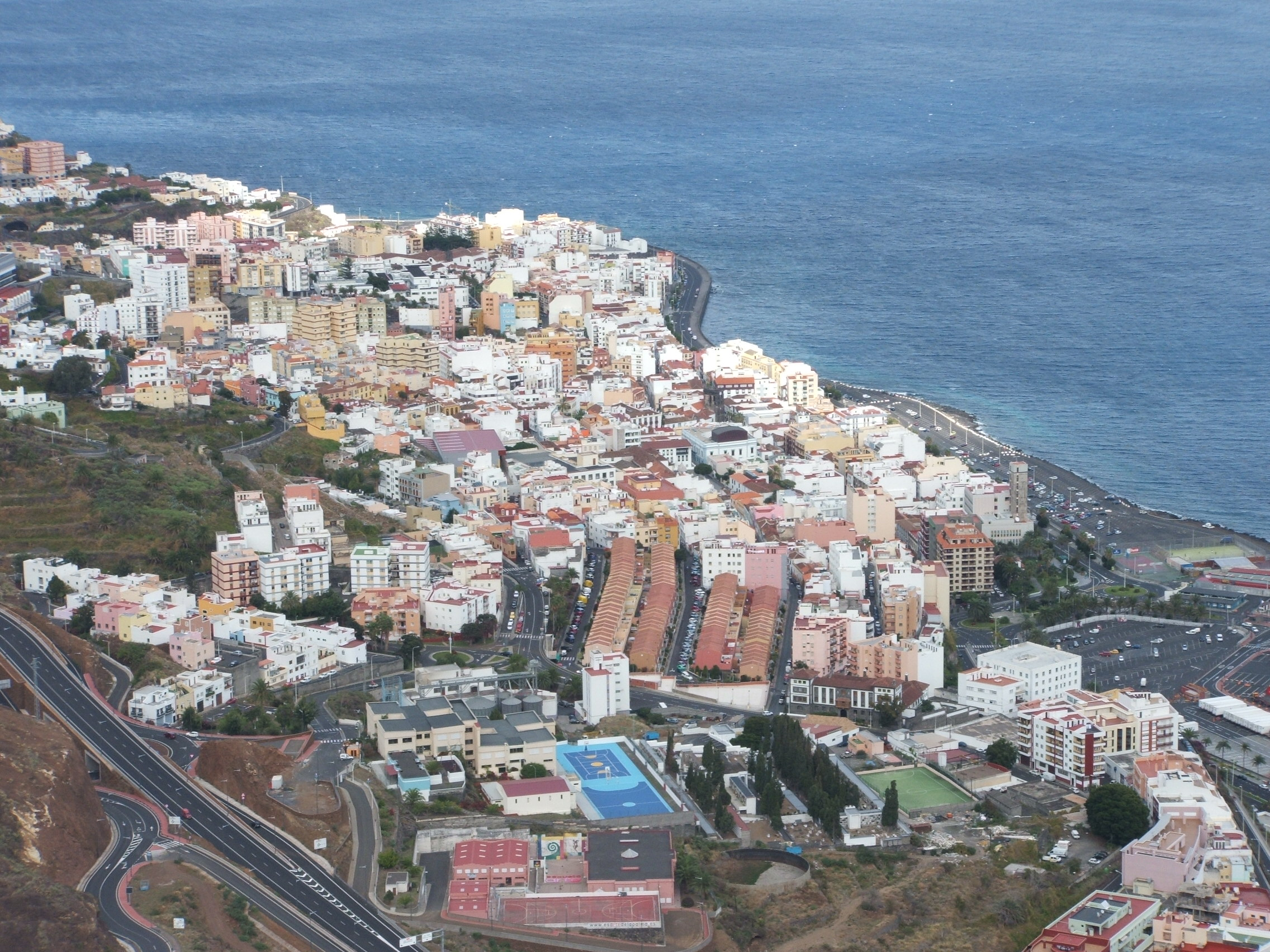
Santa Cruz de La Palma

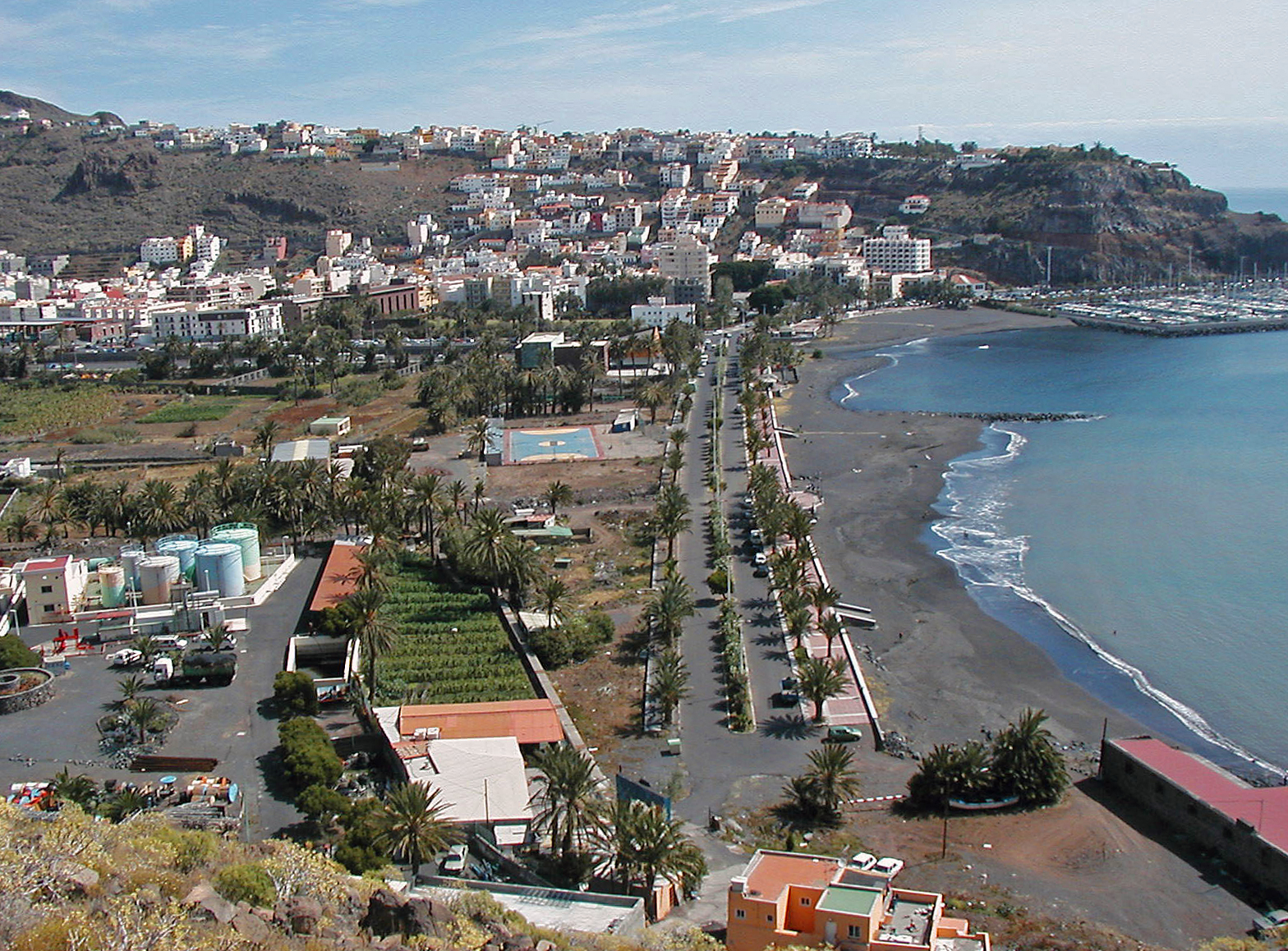
San Sebastián de La Gomera

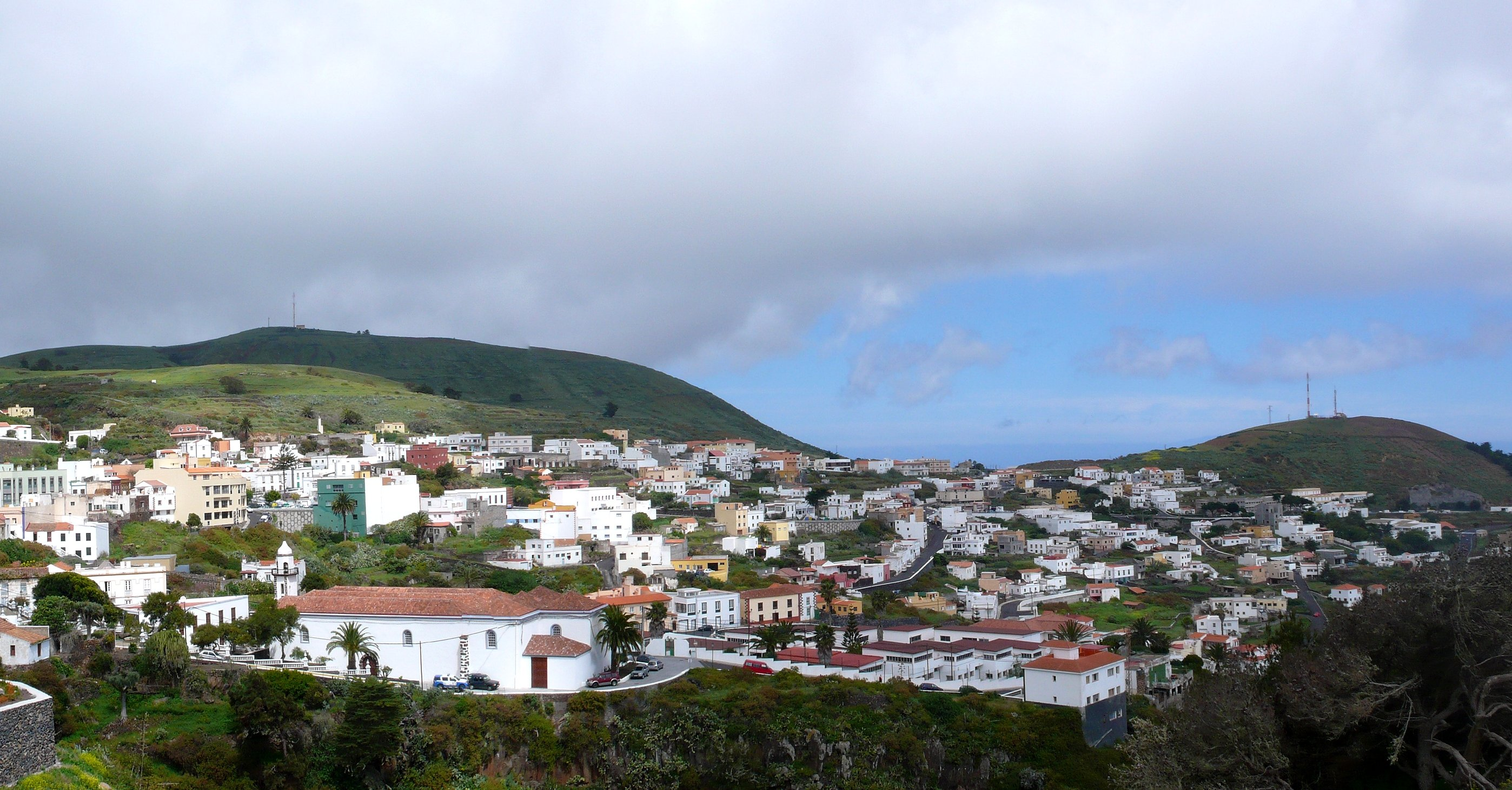
Valverde, capital de El Hierro

El crecimiento de la población en las últimas décadas se centra fundamentalmente en la isla de Tenerife, sobre todo en la costa sur y el área metropolitana de Santa Cruz-La Laguna, mientras que la costa norte de Tenerife pierde población en los últimos años. El resto de las islas se puede decir que sufren un estancamiento de la población, con crecimientos o pérdidas muy leves.
| Municipio                  | Población (2022) | Superficie (km²) | Densidad (hab./km²) |
| -------------------------- | ---------------- | ---------------- | ------------------- |
| Adeje                      | 49 270           | 105,95           | 465,03              |
| Agulo                      | 1085             | 25,39            | 42,73               |
| Alajeró                    | 2029             | 49,42            | 39,54               |
| Arafo                      | 5623             | 34,27            | 164,08              |
| Arico                      | 8754             | 178,76           | 52,89               |
| Arona                      | 82 982           | 81,79            | 1014,57             |
| Barlovento                 | 1897             | 43,55            | 43,56               |
| Breña Alta                 | 7199             | 30,82            | 233,58              |
| Breña Baja                 | 5885             | 14,2             | 414,44              |
| Buenavista del Norte       | 4753             | 67,42            | 70,5                |
| Candelaria                 | 28 485           | 49,18            | 579,2               |
| Fasnia                     | 2849             | 45,11            | 63,16               |
| Frontera, La               | 4329             | 80,12            | 49,71               |
| Fuencaliente de La Palma   | 1800             | 56,42            | 31,9                |
| Garachico                  | 4920             | 29,28            | 168,03              |
| Garafía                    | 1830             | 103              | 17,77               |
| Granadilla de Abona        | 52 447           | 162,45           | 322,85              |
| Guancha, La                | 5561             | 23,78            | 233,85              |
| Guía de Isora              | 21 711           | 143,43           | 151,37              |
| Güímar                     | 21 224           | 102,39           | 207,29              |
| Hermigua                   | 1795             | 39,67            | 48,37               |
| Icod de los Vinos          | 23 496           | 95,91            | 244,98              |
| San Cristóbal de La Laguna | 157 815          | 102,06           | 1546,3              |
| Llanos de Aridane, Los     | 20 551           | 35,79            | 574,21              |
| Matanza de Acentejo, La    | 9054             | 14,11            | 641,67              |
| Orotava, La                | 42 434           | 207,31           | 204,69              |
| El Paso                    | 7901             | 135,92           | 58,13               |
| Pinar de El Hierro, El     | 1971             | 84,95            | 20,91               |
| Puerto de la Cruz          | 30 349           | 8,73             | 3476,4              |
| Puntagorda                 | 2293             | 31,1             | 73,73               |
| Puntallana                 | 2547             | 35,1             | 72,56               |
| Realejos, Los              | 37 076           | 57,09            | 649,43              |
| Rosario, El                | 17 750           | 39,43            | 450,16              |
| San Andrés y Sauces        | 4170             | 42,75            | 97,54               |
| San Juan de la Rambla      | 4864             | 20,66            | 235,43              |
| San Miguel de Abona        | 21 915           | 42,04            | 521,29              |
| San Sebastián de La Gomera | 9342             | 113,59           | 82,24               |
| Santa Cruz de La Palma     | 15 361           | 43,38            | 354,1               |
| Santa Cruz de Tenerife     | 208 688          | 150,56           | 1386,08             |
| Santa Úrsula               | 15 361           | 22,59            | 669,06              |
| Santiago del Teide         | 11 161           | 52,21            | 213,79              |
| Sauzal, El                 | 9005             | 18,31            | 491,81              |
| Silos, Los                 | 4644             | 24,23            | 191,66              |
| Tacoronte                  | 24 592           | 30,09            | 817,28              |
| Tanque, El                 | 2813             | 23,65            | 118,94              |
| Tazacorte                  | 4502             | 11,37            | 373,92              |
| Tegueste                   | 11 359           | 26,41            | 430,1               |
| Tijarafe                   | 2598             | 53,76            | 48,33               |
| Valverde                   | 5123             | 103,65           | 47,47               |
| Valle Gran Rey             | 4674             | 32,36            | 129,2               |
| Vallehermoso               | 2873             | 109,32           | 31,26               |
| Victoria de Acentejo, La   | 9170             | 18,36            | 499,46              |
| Vilaflor de Chasna         | 1767             | 56,26            | 31,41               |
| Villa de Mazo              | 4905             | 71,17            | 68,92               |

La provincia de Santa Cruz de Tenerife es la 43.ª de España en que existe un mayor porcentaje de habitantes concentrados en su capital (20,11 %, frente al 31,96 % del conjunto de España).

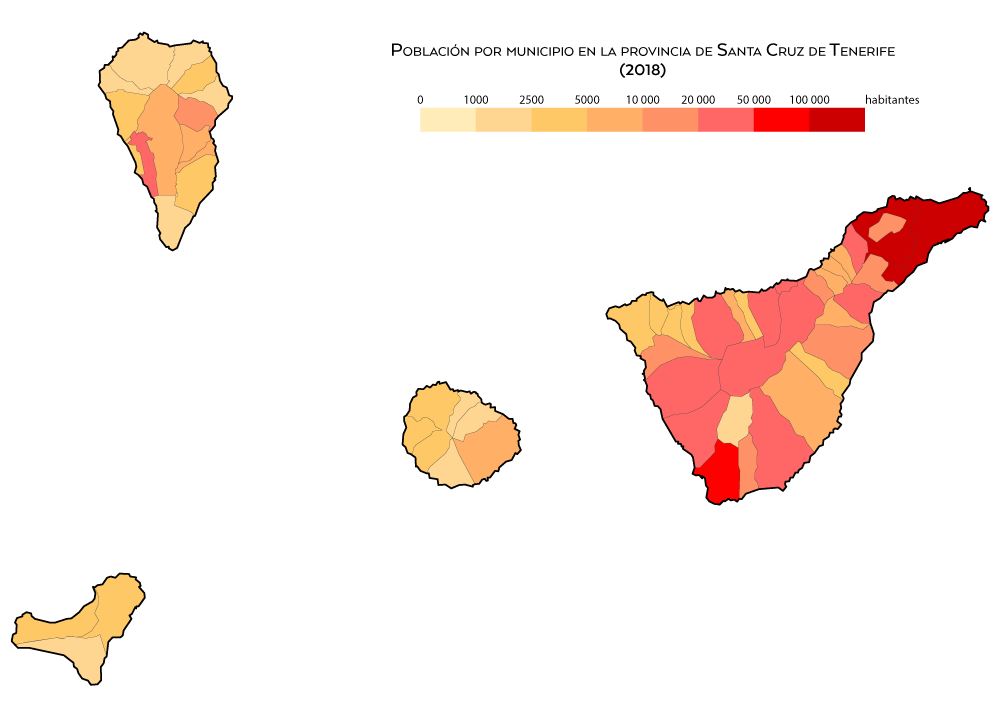
Población por municipio en la provincia de Santa Cruz de Tenerife
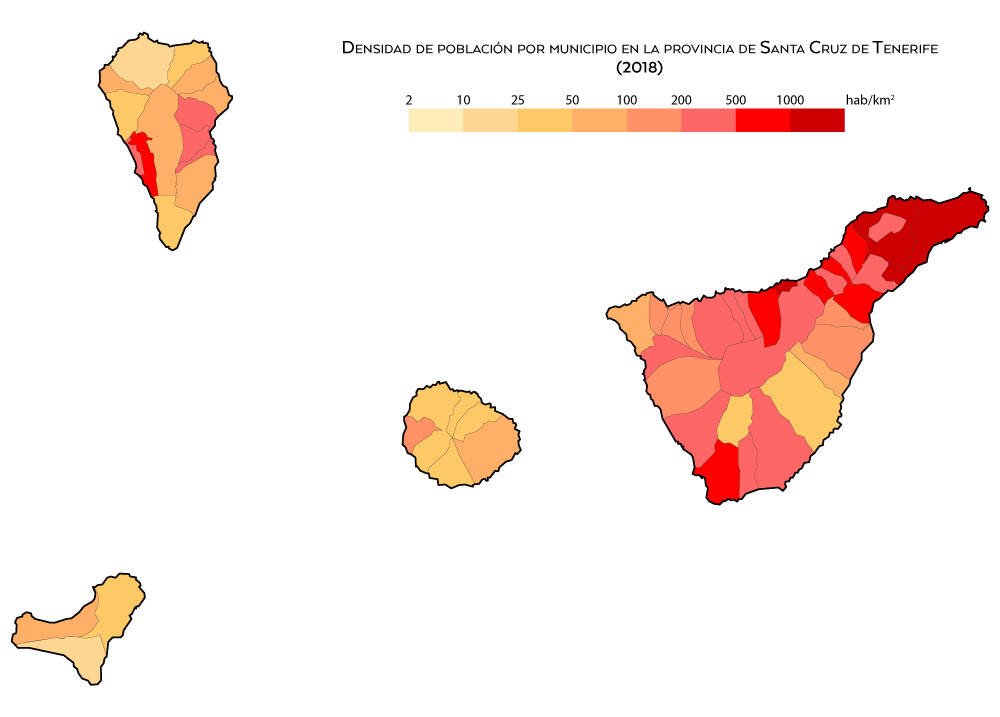
Densidad de población por municipio
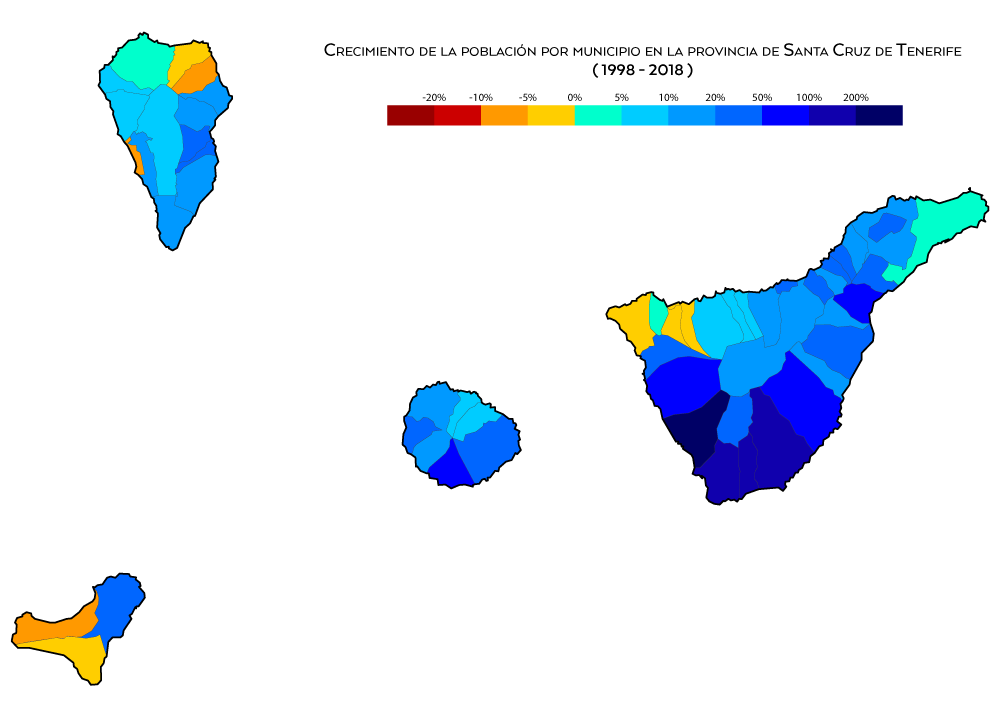
Crecimiento de población por municipio entre 1998 y 2008
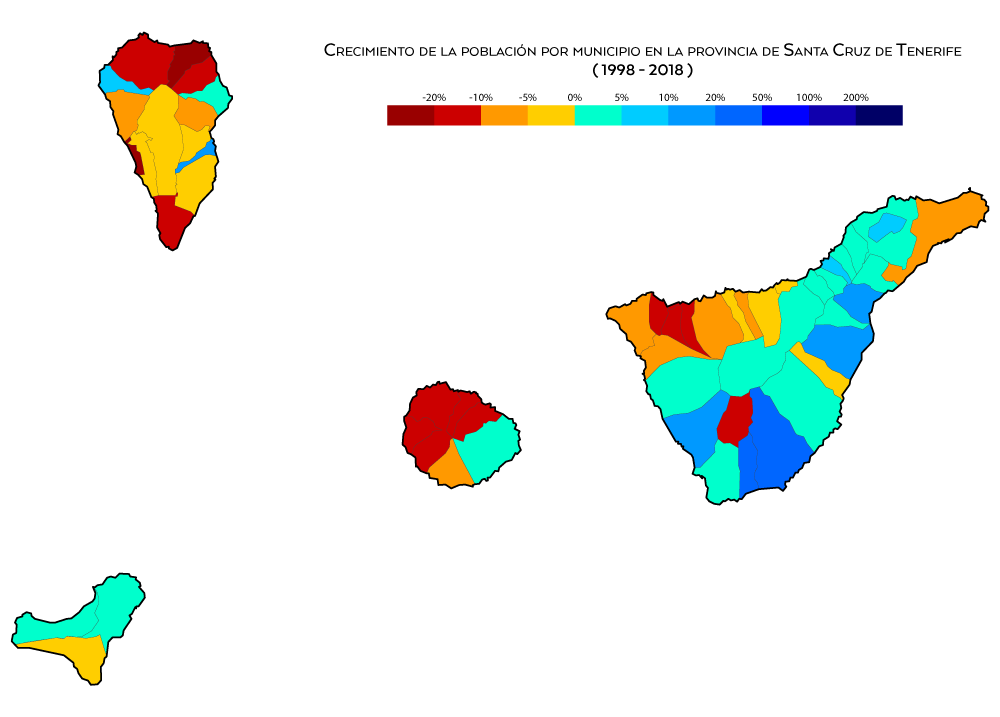
Crecimiento de población por municipio entre 2008 y 2018